# Auguste Hilarion, comte de Kératry
Auguste Hilarion, comte de Kératry (Rennes, Bretanya, 28 de desembre de 1769 - París, Illa de França, 7 de novembre de 1859) fou un poeta, escriptor, i polític francès.
Oriünd d'una noble família bretona, estudià la carrera de dret. Durant la Restauració francesa fou elegit diputat de la Cambra de Representants francesa, on milità en el partit anticlerical, i per la Revolució de Juliol abraçà la causa de la família d'Orleans, sent un dels més ferms defensors.
El 1831 fou nomenat membre del consell d'estat i par de França. El 1849 inaugurà l'Assemblea legislativa com a president de més edat, i tanmateix es mostra monàrquic decidit i adversari del príncep Napoleó.
Va escriure:
- Contes et idylles (1791)
- Voyage de vingt quatre heures (1800)
- Lusus et Cydippe, poema (1804)
- De l'existence de Dieu et de l'immortalité de l'âme (1815)
- Inductions morales et physiologiques, obra d'ontologia, psicologia moral i estètica (1817)
- Du beau dans les arts d'imitation (1822)
- Guide de l'artiste et de l'amateur (1823)
- Du culte en géneral et de son état particulièrement en France (1835)
- Saphira, ou París et Rome sous l'Empire, (1835)
- Questions à l'ordre du jour (1837)
- Une fin de siècle ou huit ans, (1840)

També va ser autor d'un gran nombre d'articles i fulletons de caràcter polític. El seu Examen des considérations sur le sentiment du sublime et du beau (París, 1823), és una paràfrasi de l'obra de Kant que porta aquest títol.